# Modo Hockey
Modo Hockey je hokejaški klub iz Örnsköldsvika, Švedska.
Klub je dobio ime po glavnom pokrovitelju, industrijskoj tvrtci Mo och Domsjö AB (skraćeno nazivanoj Modo).
Najveći klupski uspjeh je bio kad su postali švedskim prvacima 1979. godine. Ipak, klub je teško opet dosegao ovu razinu, sve do 1994. godine, kada je stigao do završnice s mladom momčadi sa zvijezdama kao što su Peter Forsberg, koji je upravo bio dosegao međunarodnu slavu vlastitim igrama na OI 1994. godine u Lillehammeru, i Niklas Sundström. Ipak, tada ga je pobijedio Malmö IF. Otad, Modo je jedna od momčadi s kojom se mora računati u Elitserienu. Modo je ponovo stigao do završnicâ 1999., 2000. i 2002., kada ipak nije uspio osvojiti naslove.
Ostali bitni igrači koji dolaze iz ovog kluba su Markus Näslund, Daniel Sedin i Henrik Sedin. Za vrijeme NHL sukoba 2004/05. bilo je par inozemnih igrača National Hockey Leaguea koji su predstavljali momčadi, međ kojima su bili Adrian Aucoin, Dan Hinote i František Kaberle (koji je također igrao za MOD-a prije nego što je otišao u NHL).

## Uspjesi
Švedski prvaci: 1979. i 2007.

## Vanjske poveznice
- Modo Hockey - službene stranice
- MODO Hockey  Arhivirana inačica izvorne stranice od 8. srpnja 2011. (Wayback Machine) - neslužbene stranice, na engleskom
- MODO Hockey Museum - Opens 2013/14  Arhivirana inačica izvorne stranice od 10. prosinca 2012. (Wayback Machine)